# Denys Maljuska
Denys Leontijovyč Maljuska (ukrajinsky Денис Леонтійович Малюська; * 19. listopadu 1981, Dunajivci) je ukrajinský právník a politik. Od roku 2019 působí jako ministr spravedlnosti Ukrajiny. Ministrem spravedlnosti se stal nejprve ve vládě Oleksije Hončaruka a nadále pokračuje ve vládě Denyse Šmyhala.